# Marcin Ślęzak
Marcin Ślęzak (ur. 1974) – polski inżynier, profesor nauk inżynieryjno-technicznych, od 2013 dyrektor Instytutu Transportu Samochodowego.

## Życiorys
W 1999 ukończył studia na Wydziale Samochodów i Maszyn Roboczych w Politechnice Warszawskiej, 26 listopada 2003 obronił pracę doktorską Eksploatacyjna efektywność działania systemu diagnostyki pokładowej samochodów (OBD), W 2008 r. ukończył studia podyplomowe MBA w Akademii Leona Koźmińskiego, 18 lutego 2014 habilitował się na podstawie pracy zatytułowanej Wpływ uszkodzeń mechanicznych silników spalinowych na emisję spalin i drgania mechaniczne. Propozycja metodyki diagnozowania. Od 2021 roku profesor nauk inżynieryjno-technicznych – powołany postanowieniem Prezydenta Rzeczypospolitej Polskiej.
Jest dyrektorem Instytutu Transportu Samochodowego, a także wiceprzewodniczącym Rady Głównej Instytutów Badawczych.
Specjalista z zakresu silników spalinowych, diagnostyki pojazdów i ochrony środowiska przed zanieczyszczeniami pochodzącymi z motoryzacji. Znawca tematyki związanej z pojazdami autonomicznymi oraz elektromobilnością. Ekspert w zakresie bezpieczeństwa ruchu drogowego.
Autor lub współautor sześciu monografii naukowych, autor/współautor ponad 120 publikacji. Członek rad programowych punktowanych czasopism naukowych z listy MEiN. Kierownik i wykonawca kilkunastu międzynarodowych i krajowych projektów badawczych. Promotor, a także recenzent rozpraw doktorskich i habilitacyjnych.
Członek towarzystw naukowych, w tym: Polskiego Towarzystwa Naukowego Silników Spalinowych (członek zarządu), Stowarzyszenia Partnerstwo dla Bezpieczeństwa Ruchu Drogowego (członek zarządu), Polskiego Naukowo-Technicznego Towarzystwa Eksploatacyjnego, Komitetu Transportu Polskiej Akademii Nauk (przewodniczący Sekcji elektromobilności i transportu autonomicznego).
Posiada szereg wyróżnień, w tym odznaczenia branżowe, resortowe i państwowe.

## Odznaczenia
- Srebrny Medal za Zasługi dla Policji[6][7]
- Odznaka „Zasłużony dla transportu Rzeczypospolitej Polskiej"[8]